# Lucas Ocampos
Lucas Ariel Ocampos, né le 11 juillet 1994 à Quilmes dans la province de Buenos Aires, est un footballeur international argentin qui évolue au poste d'ailier au CF Monterrey.

## Biographie

### Carrière en club

#### River Plate

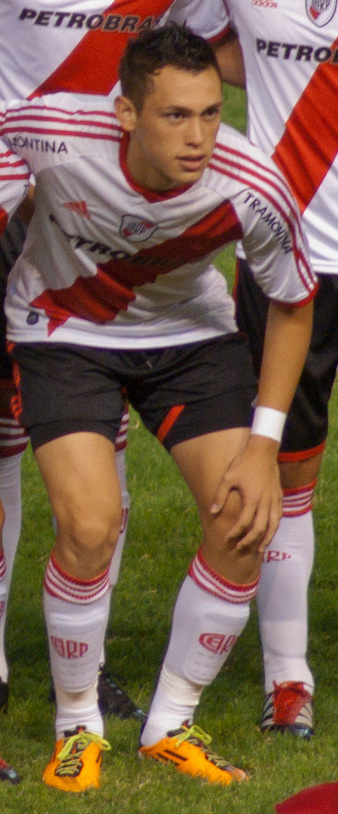
Lucas Ocampos sous les couleurs de River Plate en 2012.

Lucas Ocampos est né le 11 juillet 1994 à Quilmes. Il commence le football à l'âge de six ans, dans sa ville natale avant de rejoindre River Plate.
À la suite de la relégation de River Plate à l'issue du championnat 2011, il y signe son premier contrat professionnel. Le footballeur est considéré comme le futur Cristiano Ronaldo selon la presse latino-américaine. Avec l'arrivée de l'entraîneur Matías Almeyda, il obtient une place de titulaire indiscutable pour la saison 2011-2012. Le 16 août 2011, le joueur fait ses débuts professionnels face au Chacarita Juniors. Lors de ce match et malgré son jeune âge (17 ans, 1 mois et 15 jours), il montre une grande maturité. Le 20 août suivant, il marque son premier but sous les couleurs de River Plate face à l'Independiente Rivadavia.
Le 12 février 2012, Lucas Ocampos inscrit un but splendide en pleine lucarne sur une frappe enroulée du pied droit face au Chacarita Juniors. Lors de la saison 2011-2012, il est l'un des principaux artisans de la remontée de River Plate en Primera división grâce à ses sept buts et cinq passes décisives en trente-huit matchs.
Le 6 août 2012, l'athlète joue son dernier match sous les couleurs de River Plate avant de signer en faveur de l'AS Monaco.

#### AS Monaco

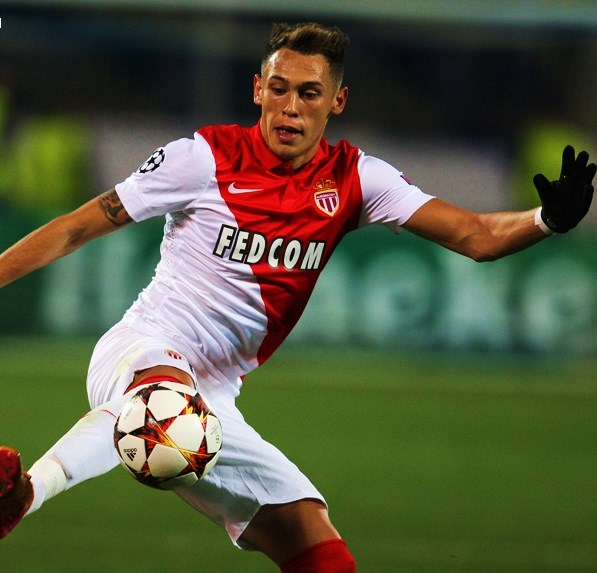
Lucas Ocampos lors de Zenith-Monaco en 2014.

Le 6 août 2012, Lucas Ocampos s'engage en faveur de l'AS Monaco pour une somme d’environ 11 millions d'euros et pour une durée de cinq ans. Il devient alors le joueur le plus cher de la Ligue 2, loin devant son coéquipier Nabil Dirar (5,5 M€ plus 2 M€ de bonus). L'ailier fait sa première apparition avec le club princier lors du match au Havre AC où l'AS Monaco s'incline deux buts à un,. Le 27 septembre suivant, Ocampos marque son premier but sous ses nouvelles couleurs lors du seizième de finale de Coupe de la Ligue face au Valenciennes FC. Il gagne sa place de titulaire en deuxième partie de saison et marque un total de cinq buts pour trente-trois rencontres toutes compétitions confondues, et le club remporte le championnat de Ligue 2.
Celui que l'on surnomme Luquitas entame la saison 2013-2014 en étant titulaire sur l'aile droite de l'AS Monaco, obligeant la recrue, James Rodríguez à rester sur le banc. Pour sa première saison en Ligue 1, Lucas Ocampos inscrit cinq buts en trente-quatre apparitions, contre l'AS Saint-Étienne, l'OGC Nice, le Toulouse FC, l'AC Ajaccio et les Girondins de Bordeaux. Fait plutôt inhabituel, chacun de ses cinq buts a été inscrit alors qu'il était remplaçant au coup d'envoi.
La saison suivante, le joueur entre régulièrement en jeu malgré la concurrence, bien que ses prestations ne sont pas toujours au rendez vous.

#### Olympique de Marseille
Le dernier jour du mercato hivernal, Lucas Ocampos est prêté jusqu'à la fin de la saison 2014-2015 à l'Olympique de Marseille. Le prêt inclut une option d'achat de 11 millions d'euros, obligatoire en cas de qualification de l'OM en Ligue des champions à l'issue de la saison. Il prend le numéro 7 laissé vacant à la suite du départ de Benoît Cheyrou. Le 7 février 2015, l'attaquant inscrit son premier but sous les couleurs marseillaises dès son premier match lors de la 24e journée de Ligue 1 face au Stade rennais. Lors de la dernière journée de Ligue 1 contre le SC Bastia et malgré le fait qu'il ait marqué le troisième but du match, l'Olympique de Marseille termine le championnat à la quatrième place et ne se qualifie pas en Ligue des champions. L'option d'achat n'est donc pas levée.
Cependant le 30 juin 2015, le club phocéen annonce avoir trouvé un accord avec l'AS Monaco pour le transfert du joueur estimé à 7 millions d'euros environ,. Sa première moitié de saison est marquée par son irrégularité, ce qui lui vaut de ne pas être titulaire avec son club avant de se blesser début janvier, qui le prive de terrain pendant plus de trois mois. Pour sa première saison complète au club, Ocampos ne prend part qu'à vingt-cinq matchs toutes compétitions confondues pour quatre buts dont seulement dix-sept rencontre de championnat.

#### Genoa CFC puis AC Milan
Le 29 juin 2016, Lucas Ocampos est prêté avec option d'achat au Genoa CFC. L'option d'achat est évolutive suivant les performances du joueur et s'élève à 8 millions d'euros s'il marque sept buts et de 14 millions s'il marque douze buts et devient automatique à partir du septième but marqué. Le sportif argentin est titulaire dès la première journée de championnat contre le Cagliari Calcio. À la mi-saison, il compte seulement trois buts en dix-sept rencontres.
Le 30 janvier 2017, après un accord avec l'Olympique de Marseille et le Genoa CFC, l'athlète est prêté à l'AC Milan pour six mois. Il prend part à douze matchs lors de la seconde partie de saison mais n'est pas conservé par le club lombard.

#### Retour à l'Olympique de Marseille

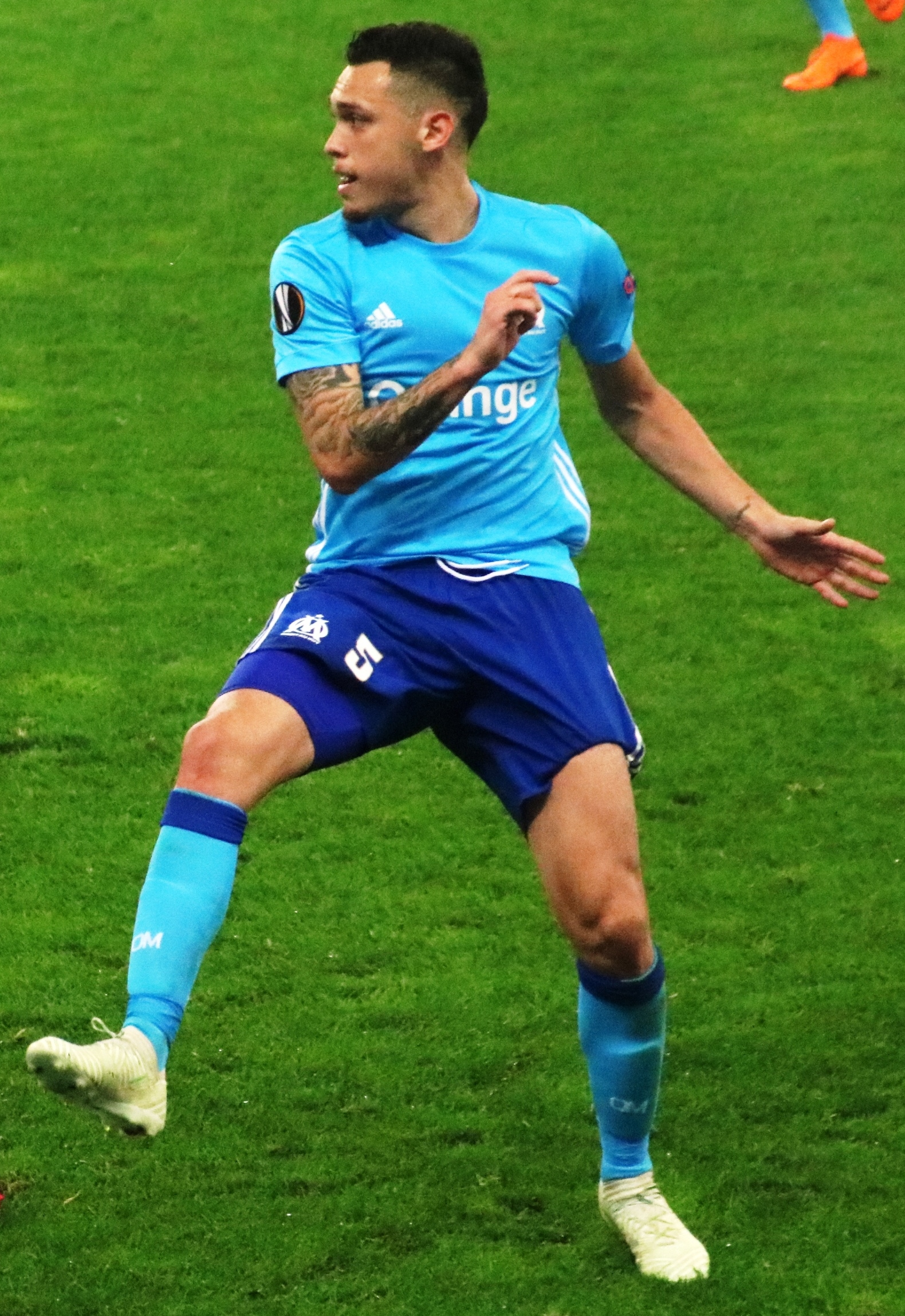
Lucas Ocampos avec l’OM en 2018.

Lucas Ocampos retourne à l'Olympique de Marseille durant l'été en tant que doublure. Son début de saison est en demi-teinte avec une prestation saluée face au FC Nantes de Claudio Ranieri, où il inscrit le seul but de la victoire, et une prestation fustigée face au Angers SCO où il rate une énorme occasion à la fin du match et reçoit un carton rouge. Cependant, après le passage du 4-3-3 au 4-2-3-1, le footballeur trouve une place de titulaire et satisfait grandement. Ses efforts et sa grinta, couplés à un match sensationnel contre l'OGC Nice où il inscrit un doublé permettant à l'OM de combler leur retard de deux buts et décrocher la victoire (2-4), font de lui un titulaire indiscutable. Le natif de Quimes inscrit un nouveau but contre le FC Metz puis contre l'AS St-Etienne en clôture de la 17e journée de Ligue 1, portant son total à six réalisations, en décembre 2017. Le 6 février 2018, l'attaquant inscrit un triplé lors de l'écrasante victoire des Marseillais neuf buts à zéro face au Football Bourg-en-Bresse Péronnas 01, pensionnaires de Ligue 2 en huitième de finale de la Coupe de France de football 2017-2018. Le 8 mars 2018, Lucas Ocampos inscrit un doublé face a l'Athletic Bilbao en huitième de finale de la Ligue Europa et participe au parcours européen de l'OM qui atteint la finale de la compétition avant de s'incliner contre l'Atlético de Madrid trois buts à zéro. Lors de la rencontre qui oppose l'Olympique de Marseille au RC Strasbourg en septembre 2018, il joue son 100e match sous les couleurs marseillaises.
Lors de la saison 2018-2019, Ocampos conserve une place de titulaire indiscutable aux yeux de Rudi Garcia et prend part à quarante rencontres toutes compétitions confondues, mais la saison du club n'est pas suffisante puisque le club termine cinquième et ne se qualifie pas en coupe d'Europe. De plus les problèmes financiers obligent le club à vendre et le joueur quitte le club après deux bonnes saisons.

#### Séville FC (depuis 2019)
Le 3 juillet 2019, le Séville FC annonce le recrutement de Lucas Ocampos pour cinq saisons. Le transfert est estimé à 15 ou 16 millions d'euros,. Il devient rapidement titulaire sur l'aile droite sévillane. Le 6 juillet 2020, il remplace le gardien blessé Tomáš Vaclík dans les dernières minutes de jeu face au SD Eibar et réalise une parade sur la ligne face au gardien, qui était monté sur corner, Marko Dmitrović. Cet arrêt, ainsi que le seul but du match, marqué par l'Argentin, décisif dans la course à la troisième place, le rendent héroïque. Le 21 août 2020, il remporte la Ligue Europa, son premier trophée continental.[réf. nécessaire]

#### Prêté à l'Ajax Amsterdam (septembre 2022 - janvier 2023)
Lucas Ocampos est prêté une saison à l'Ajax Amsterdam pour pallier le départ d'Antony à Manchester United.
Durant le mercato hivernal, le 18 janvier 2023, le Séville FC rappelle l'athlète de son prêt difficile. Il sera resté quatre mois dans le championnat néerlandais, cumulant six matchs dont deux de Ligue des champions, pour zéro but.[réf. nécessaire]

### Carrière internationale
Avec l'équipe d'Argentine des moins de 15 ans, Lucas Ocampos participe au championnat de la CONMEBOL de football des moins de 15 ans 2009, durant lequel il inscrit deux buts. Malgré ces réalisations, l'Argentine est éliminée dès le premier tour.
Avec l'équipe d'Argentine des moins de 17 ans, le joueur participe au championnat de la CONMEBOL de football des moins de 17 ans 2011, lors duquel l'Argentine termine troisième. Il participe ensuite à la Coupe du monde des moins de 17 ans en 2011 où il atteint les huitièmes de finale.
Ocampos est appelé pour la première fois en sélection adulte par le sélectionneur argentin Lionel Scaloni pour disputer les matchs amicaux de septembre 2019. Il est néanmoins contraint de déclarer forfait pour le rassemblement de l'Argentine en raison d'un traumatisme au pied droit.
Le 9 octobre 2019, l'attaquant honore sa première sélection avec l'équipe d'Argentine lors d'un match amical contre l'Allemagne. Entré en jeu à l'entame de la seconde période, il inscrit le deuxième but de son équipe, qui fait match nul 2-2.

## Statistiques
| Saison                | Club                   | Championnat           | Championnat | Championnat | Championnat | Coupe nationale | Coupe nationale | Coupe nationale | Coupe de la Ligue | Coupe de la Ligue | Coupe de la Ligue | Compétition(s) continentale(s) | Compétition(s) continentale(s) | Compétition(s) continentale(s) | Compétition(s) continentale(s) | Coupe du monde des clubs | Coupe du monde des clubs | Coupe du monde des clubs | Supercoupe UEFA | Supercoupe UEFA | Supercoupe UEFA | Total | Total | Total |
| Saison                | Club                   | Division              | M.          | B.          | P.d.        | M.              | B.              | P.d.            | M.                | B.                | P.d.              | Comp.                          | M.                             | B.                             | P.d.                           | M.                       | B.                       | P.d.                     | M.              | B.              | P.d.            | M.    | B.    | P.d.  |
| 2011-2012             | River Plate            | B Nacional            | 38          | 7           | 5           | 1               | 0               | 0               | -                 | -                 | -                 | -                              | -                              | -                              | -                              | -                        | -                        | -                        | -               | -               | -               | 39    | 7     | 5     |
| 2012-2013             | River Plate            | Primera División      | 1           | 0           | 0           | -               | -               | -               | -                 | -                 | -                 | -                              | -                              | -                              | -                              | -                        | -                        | -                        | -               | -               | -               | 1     | 0     | 0     |
| Sous-total            | Sous-total             | Sous-total            | 39          | 7           | 5           | 1               | 0               | 0               | -                 | -                 | -                 | -                              | -                              | -                              | -                              | -                        | -                        | -                        | -               | -               | -               | 40    | 7     | 5     |
| 2012-2013             | AS Monaco              | Ligue 2               | 29          | 4           | 2           | 2               | 0               | 0               | 2                 | 1                 | 0                 | -                              | -                              | -                              | -                              | -                        | -                        | -                        | -               | -               | -               | 33    | 5     | 2     |
| 2013-2014             | AS Monaco              | Ligue 1               | 34          | 5           | 1           | 4               | 2               | 1               | 1                 | 0                 | 0                 | -                              | -                              | -                              | -                              | -                        | -                        | -                        | -               | -               | -               | 39    | 7     | 2     |
| 2014-2015             | AS Monaco              | Ligue 1               | 17          | 1           | 0           | 2               | 1               | 0               | 1                 | 0                 | 0                 | C1                             | 6                              | 1                              | 0                              | -                        | -                        | -                        | -               | -               | -               | 26    | 3     | 0     |
| Sous-total            | Sous-total             | Sous-total            | 80          | 10          | 3           | 8               | 3               | 1               | 4                 | 1                 | 0                 | -                              | 6                              | 1                              | 0                              | -                        | -                        | -                        | -               | -               | -               | 98    | 15    | 4     |
| 2014-2015             | Olympique de Marseille | Ligue 1               | 14          | 2           | 1           | -               | -               | -               | -                 | -                 | -                 | -                              | -                              | -                              | -                              | -                        | -                        | -                        | -               | -               | -               | 14    | 2     | 1     |
| 2015-2016             | Olympique de Marseille | Ligue 1               | 17          | 1           | 1           | 1               | 0               | 0               | 1                 | 1                 | 0                 | C3                             | 6                              | 2                              | 0                              | -                        | -                        | -                        | -               | -               | -               | 25    | 4     | 1     |
| 2017-2018             | Olympique de Marseille | Ligue 1               | 31          | 9           | 3           | 4               | 3               | 0               | 1                 | 0                 | 0                 | C3                             | 17                             | 4                              | 1                              | -                        | -                        | -                        | -               | -               | -               | 53    | 16    | 4     |
| 2018-2019             | Olympique de Marseille | Ligue 1               | 34          | 4           | 8           | 1               | 0               | 0               | 1                 | 0                 | 0                 | C3                             | 4                              | 1                              | 0                              | -                        | -                        | -                        | -               | -               | -               | 40    | 5     | 8     |
| Sous-total            | Sous-total             | Sous-total            | 96          | 16          | 13          | 6               | 3               | 0               | 3                 | 1                 | 0                 | -                              | 27                             | 7                              | 1                              | -                        | -                        | -                        | -               | -               | -               | 132   | 27    | 14    |
| 2016-2017             | Genoa CFC (prêt)       | Serie A               | 14          | 3           | 0           | 3               | 0               | 0               | -                 | -                 | -                 | -                              | -                              | -                              | -                              | -                        | -                        | -                        | -               | -               | -               | 17    | 3     | 0     |
| 2016-2017             | AC Milan (prêt)        | Serie A               | 12          | 0           | 2           | -               | -               | -               | -                 | -                 | -                 | -                              | -                              | -                              | -                              | -                        | -                        | -                        | -               | -               | -               | 12    | 0     | 2     |
| 2019-2020             | Séville FC             | Liga                  | 33          | 14          | 3           | 4               | 2               | 1               | -                 | -                 | -                 | C3                             | 7                              | 1                              | 1                              | -                        | -                        | -                        | -               | -               | -               | 44    | 17    | 5     |
| 2020-2021             | Séville FC             | Liga                  | 34          | 5           | 4           | 4               | 2               | 0               | -                 | -                 | -                 | C1                             | 7                              | 0                              | 0                              | -                        | -                        | -                        | 1               | 1               | 0               | 46    | 8     | 4     |
| 2021-2022             | Séville FC             | Liga                  | 30          | 6           | 4           | 3               | 1               | 1               | -                 | -                 | -                 | C1+C3                          | 6+3                            | 1+1                            | 1+0                            | -                        | -                        | -                        | -               | -               | -               | 42    | 9     | 6     |
| 2022-2023             | Séville FC             | Liga                  | 19          | 4           | 0           | 1               | 0               | 0               | -                 | -                 | -                 | C1+C3                          | 0+9                            | 0+1                            | 0+2                            | -                        | -                        | -                        | -               | -               | -               | 29    | 5     | 2     |
| 2023-2024             | Séville FC             | Liga                  | 35          | 4           | 3           | 4               | 0               | 1               | -                 | -                 | -                 | C1                             | 5                              | 1                              | 0                              | -                        | -                        | -                        | 1               | 0               | 0               | 45    | 5     | 4     |
| 2024-2025             | Séville FC             | Liga                  | 2           | 0           | 1           | -               | -               | -               | -                 | -                 | -                 | -                              | -                              | -                              | -                              | -                        | -                        | -                        | -               | -               | -               | 2     | 0     | 1     |
| Sous-total            | Sous-total             | Sous-total            | 152         | 33          | 15          | 17              | 5               | 3               | -                 | -                 | -                 | -                              | 37                             | 5                              | 4                              | -                        | -                        | -                        | 2               | 1               | 0               | 208   | 44    | 22    |
| 2022-2023             | Ajax Amsterdam (prêt)  | Eredivisie            | 4           | 0           | 0           | -               | -               | -               | -                 | -                 | -                 | C1                             | 2                              | 0                              | 0                              | -                        | -                        | -                        | -               | -               | -               | 6     | 0     | 0     |
| 2024-2025             | CF Monterrey           | Liga MX               | 28          | 2           | 5           | -               | -               | -               | -                 | -                 | -                 | C1                             | 2                              | 0                              | 0                              | 3                        | 0                        | 0                        | -               | -               | -               | 33    | 2     | 5     |
| 2025-2026             | CF Monterrey           | Liga MX               | 1           | 0           | 0           | -               | -               | -               | -                 | -                 | -                 | -                              | -                              | -                              | -                              | -                        | -                        | -                        | -               | -               | -               | 1     | 0     | 0     |
| Sous-total            | Sous-total             | Sous-total            | 29          | 2           | 5           | -               | -               | -               | -                 | -                 | -                 | -                              | 2                              | 0                              | 0                              | 3                        | 0                        | 0                        | -               | -               | -               | 34    | 2     | 5     |
| Total sur la carrière | Total sur la carrière  | Total sur la carrière | 425         | 71          | 43          | 35              | 11              | 4               | 7                 | 2                 | 0                 | -                              | 74                             | 13                             | 5                              | 3                        | 0                        | 0                        | 2               | 1               | 0               | 546   | 98    | 52    |

### Liste des matchs internationaux
| Matches internationaux de Lucas Ocampos | Matches internationaux de Lucas Ocampos | Matches internationaux de Lucas Ocampos              | Matches internationaux de Lucas Ocampos | Matches internationaux de Lucas Ocampos | Matches internationaux de Lucas Ocampos | Matches internationaux de Lucas Ocampos                             |
|                                         | Date                                    | Lieu                                                 | Adversaire                              | Résultat                                | Compétition                             | Notes                                                               |
| --------------------------------------- | --------------------------------------- | ---------------------------------------------------- | --------------------------------------- | --------------------------------------- | --------------------------------------- | ------------------------------------------------------------------- |
| 1.                                      | 9 octobre 2019                          | Signal Iduna Park, Dortmund, Allemagne               | Allemagne                               | 2-2                                     | Match amical                            | Entre en jeu à la place de Ángel Correa à la 45e minute de jeu.     |
| 2.                                      | 13 octobre 2019                         | Stade Martinez Valero, Elche, Espagne                | Équateur                                | 1-6                                     | Match amical                            | Titulaire.                                                          |
| 3.                                      | 15 novembre 2019                        | King Saud University Stadium, Riyad, Arabie saoudite | Brésil                                  | 0-1                                     | Match amical                            | Titulaire et remplacé par Nicolás González à la 74e minute de jeu.  |
| 4.                                      | 9 octobre 2020                          | La Bombonera, Buenos Aires, Argentine                | Équateur                                | 1-0                                     | Qualif CDM 2022 zone AmSud              | Titulaire et remplacé par Nicolas Dominguez à la 84e minute de jeu. |
| 5.                                      | 13 octobre 2020                         | Estadio Hernando Siles, La Paz, Bolivie              | Bolivie                                 | 1-2                                     | Qualif CDM 2022 zone AmSud              | Titulaire et remplacé par Joaquin Correa à la 59e minute de jeu.    |
| 6.                                      | 13 novembre 2020                        | La Bombonera, Buenos Aires, Argentine                | Paraguay                                | 1-1                                     | Qualif CDM 2022 zone AmSud              | Titulaire et remplacé par Angel Di Maria à la 60e minute de jeu.    |
| 7.                                      | 17 novembre 2020                        | Estadio Nacional, Lima, Pérou                        | Pérou                                   | 0-2                                     | Qualif CDM 2022 zone AmSud              | Entre en jeu à la place de Rodrigo De Paul à la 57e minute de jeu.  |
| 8.                                      | 3 juin 2021                             | La Bombonera, Buenos Aires, Argentine                | Chili                                   | 1-1                                     | Qualif CDM 2022 zone AmSud              | Titulaire et remplacé par Joaquín Correa à la 46e minute de jeu.    |

### Buts internationaux
| Buts internationaux de Lucas Ocampos | Buts internationaux de Lucas Ocampos | Buts internationaux de Lucas Ocampos   | Buts internationaux de Lucas Ocampos | Buts internationaux de Lucas Ocampos | Buts internationaux de Lucas Ocampos | Buts internationaux de Lucas Ocampos | Buts internationaux de Lucas Ocampos |
|                                      | Date                                 | Lieu                                   | Adversaire                           | Score                                | Résultat                             | Compétition                          |                                      |
| ------------------------------------ | ------------------------------------ | -------------------------------------- | ------------------------------------ | ------------------------------------ | ------------------------------------ | ------------------------------------ | ------------------------------------ |
| 1.                                   | 9 octobre 2019                       | Signal Iduna Park, Dortmund, Allemagne | Allemagne                            | 2-2                                  | 2-2                                  | Match amical                         |                                      |
| 2.                                   | 13 octobre 2019                      | Stade Martinez Valero, Elche, Espagne  | Équateur                             | 1-6                                  | 1-6                                  | Match amical                         |                                      |

## Palmarès

### En club
| River Plate (1)                                         | AS Monaco (1)                                                                                | Olympique de Marseille             | FC Séville (2)                                                                                    |
| ------------------------------------------------------- | -------------------------------------------------------------------------------------------- | ---------------------------------- | ------------------------------------------------------------------------------------------------- |
| - Championnat de deuxième division : - Champion : 2012. | - Championnat de France : - Vice-champion : 2014. - Champion de Ligue 2 : - Champion : 2013. | - Ligue Europa - Finaliste : 2018. | - Ligue Europa : - Vainqueur : 2020 et 2023. - Supercoupe de l'UEFA : - Finaliste : 2020 et 2023. |

### Distinctions personnelles
En 2012, il est élu meilleur espoir argentin de football.

## Vie privée
Depuis août 2012, le joueur est l'un des ambassadeurs d'Adidas. Il porte les Adizeiro F50, notamment présentées lors du mondial au Brésil 2014, modèle très rarement porté dans le football professionnel. Il est le père de deux filles, Luisana Zoé et Logan, qu'il a eu avec sa compagne, Maria José Barbeito.